# Borjigin
Borjigin (plurale Borjigid; mongolo: Боржигин, Borjigin; Борджигин, Bordžigin; cinese tradizionale: 博爾濟吉特; cinese semplificato: 博尔济吉特; pinyin: Bó'ěrjìjítè, mancese: Borjigit), noto anche come l'Altan urug (mongolo: Алтан ураг, Altan urag, Stirpe dorata), era il clan imperiale della famiglia di Gengis Khan e dei suoi successori.
Questa famiglia regnò sull'Impero mongolo unito nel XIII secolo e, nel 1271, Khubilai Khan, in quanto discendente diretto di Gengis, fondò la dinastia Yuan in Cina. Il clan continuò a regnare sull'impero per gran parte del secolo seguente.
Nel 1368, sotto Toghun Temür, il clan perse la Cina, ma i membri della famiglia continuarono a regnare sulla Mongolia fino al XVI secolo ed erano il più forte delle 49 bandiere mongole sotto i Qing.
Il clan mongolo dei Borjigin è la più celebre famiglia dell'Asia interna. I Borjigid anziani fornirono principi sovrani per la Mongolia e la Mongolia Interna fino al XX secolo. Il clan formò la classe governante tra i Mongoli, i Kazaki e altri popoli dell'Asia interna. Oggi, i Borjigid si trovano nella maggior parte della Mongolia, della Mongolia Interna e dello Xinjiang. Ce ne sono anche molti che vivono in Kazakistan come Tore, "AkSuyek", od "Osso Bianco".

## Galleria d'immagini

Genghis Khan
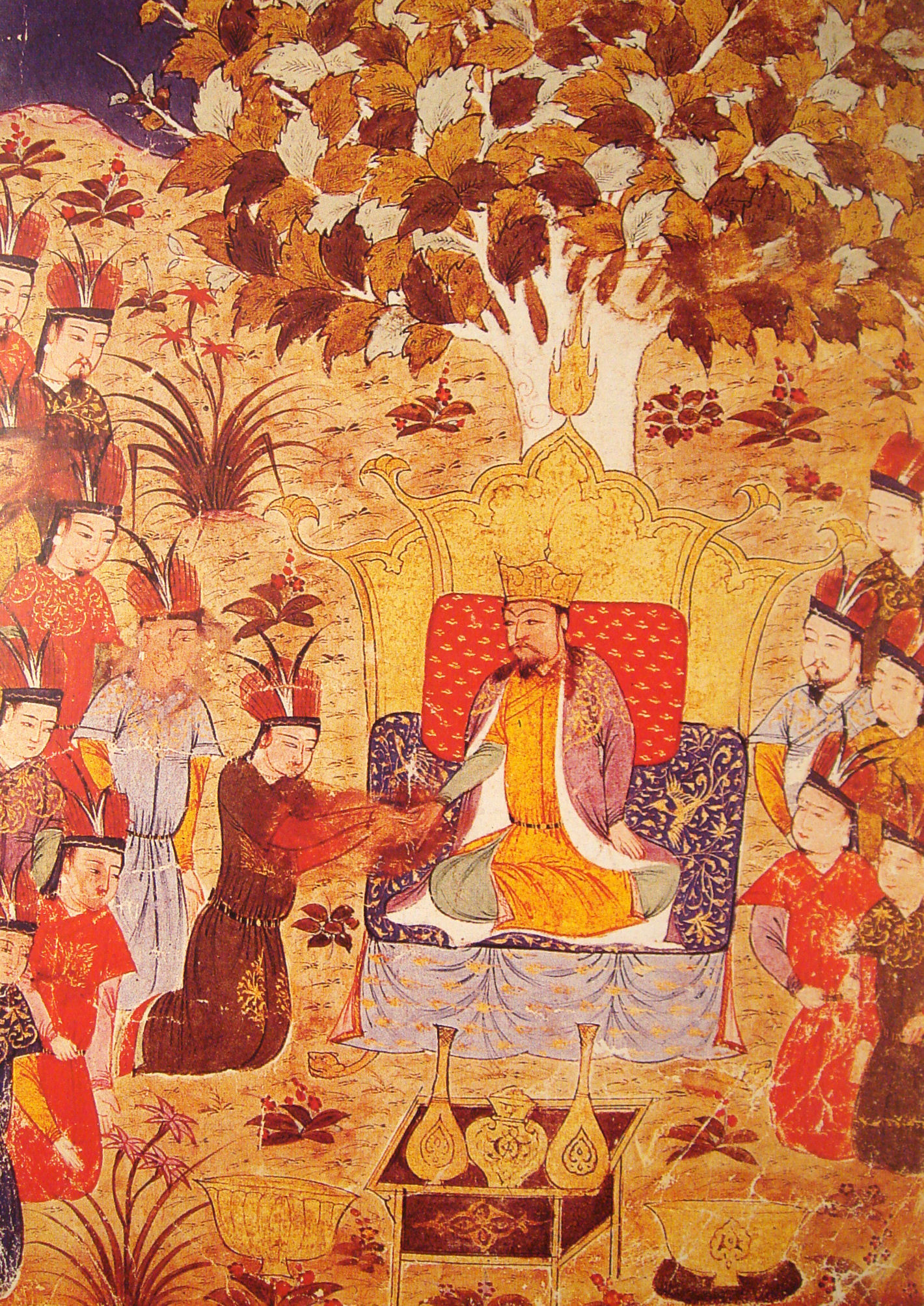
Ögedei Khan
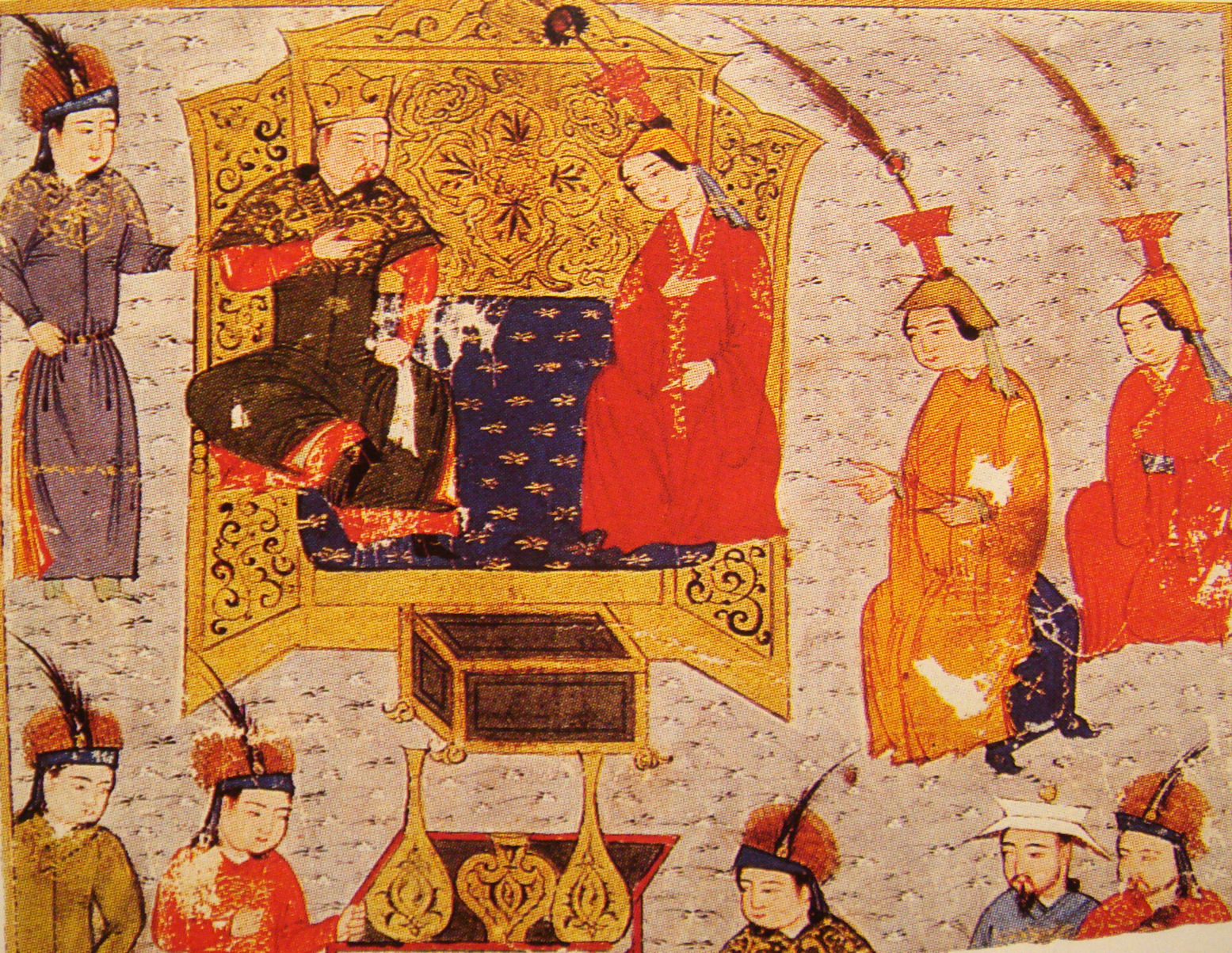
Tolui con la moglie Sorghaghtani Beki
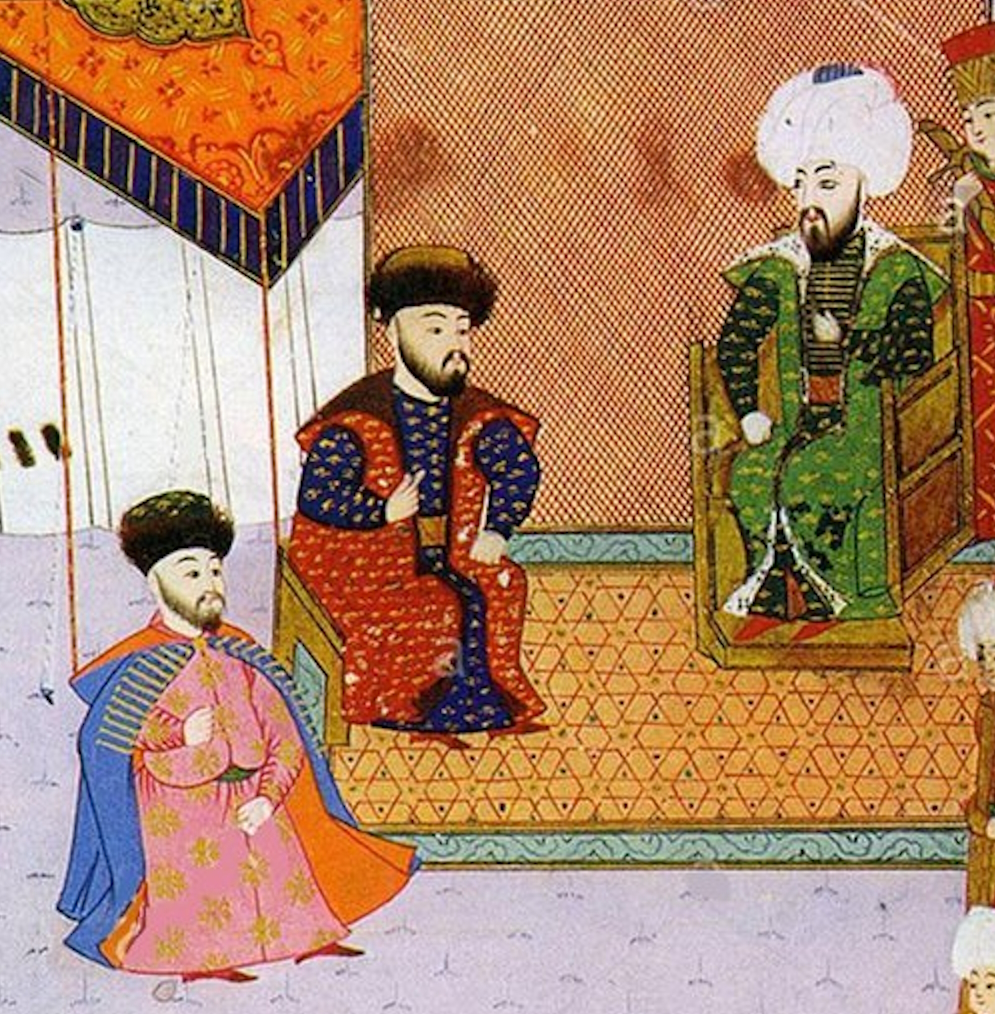
Mengli Giray alla corte di Bayezid II
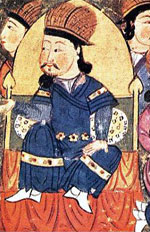
Altan Khan
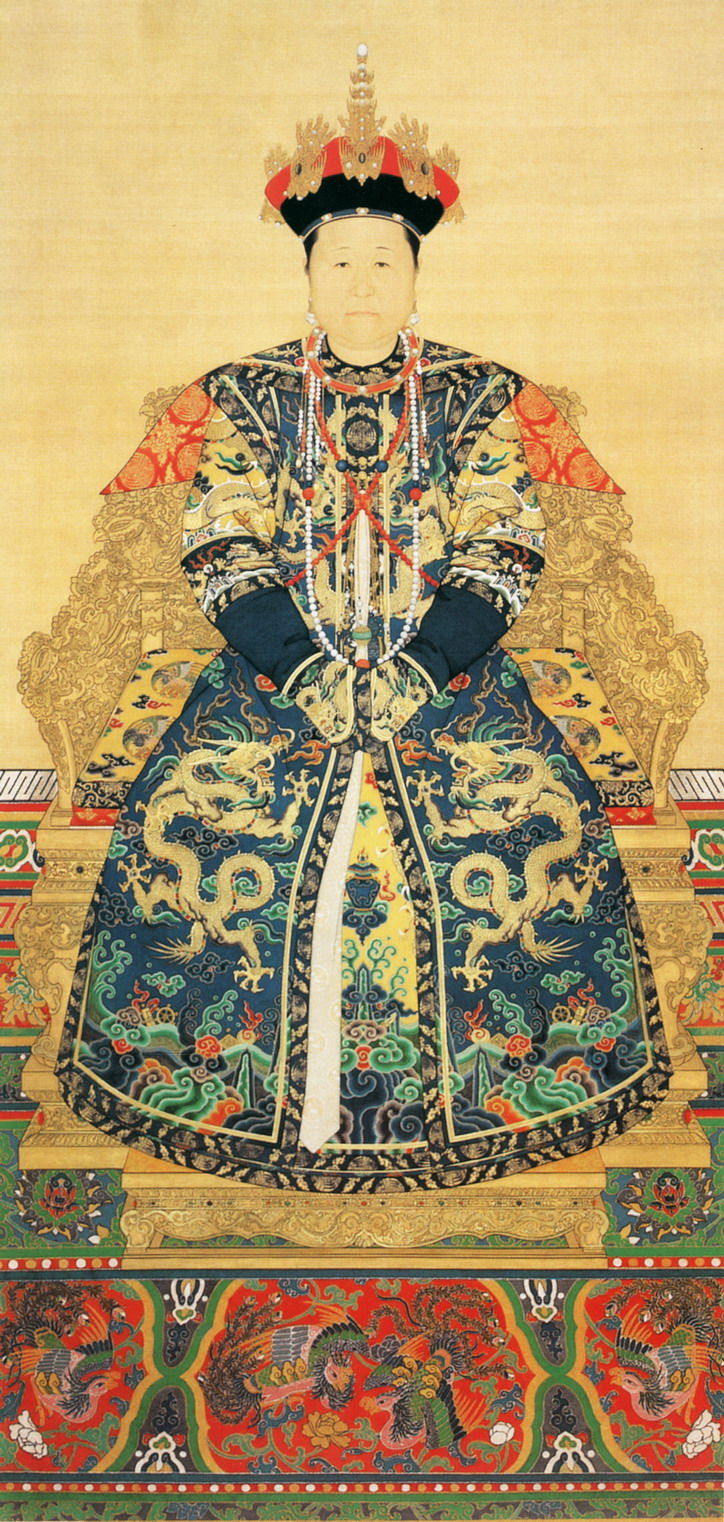
L'imperatrice Dowager Xiaozhuang
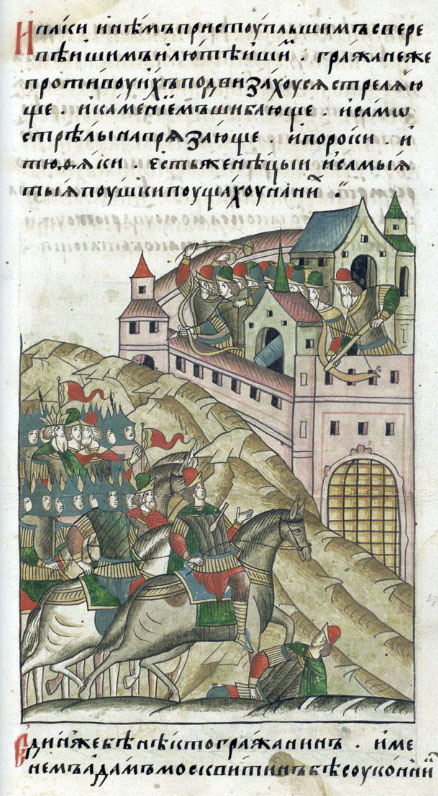
Tokhtamysh